# Acranthera axilliflora
Acranthera axilliflora är en måreväxtart som beskrevs av Theodoric Valeton. Acranthera axilliflora ingår i släktet Acranthera och familjen måreväxter. Inga underarter finns listade i Catalogue of Life.